# 鯨汁

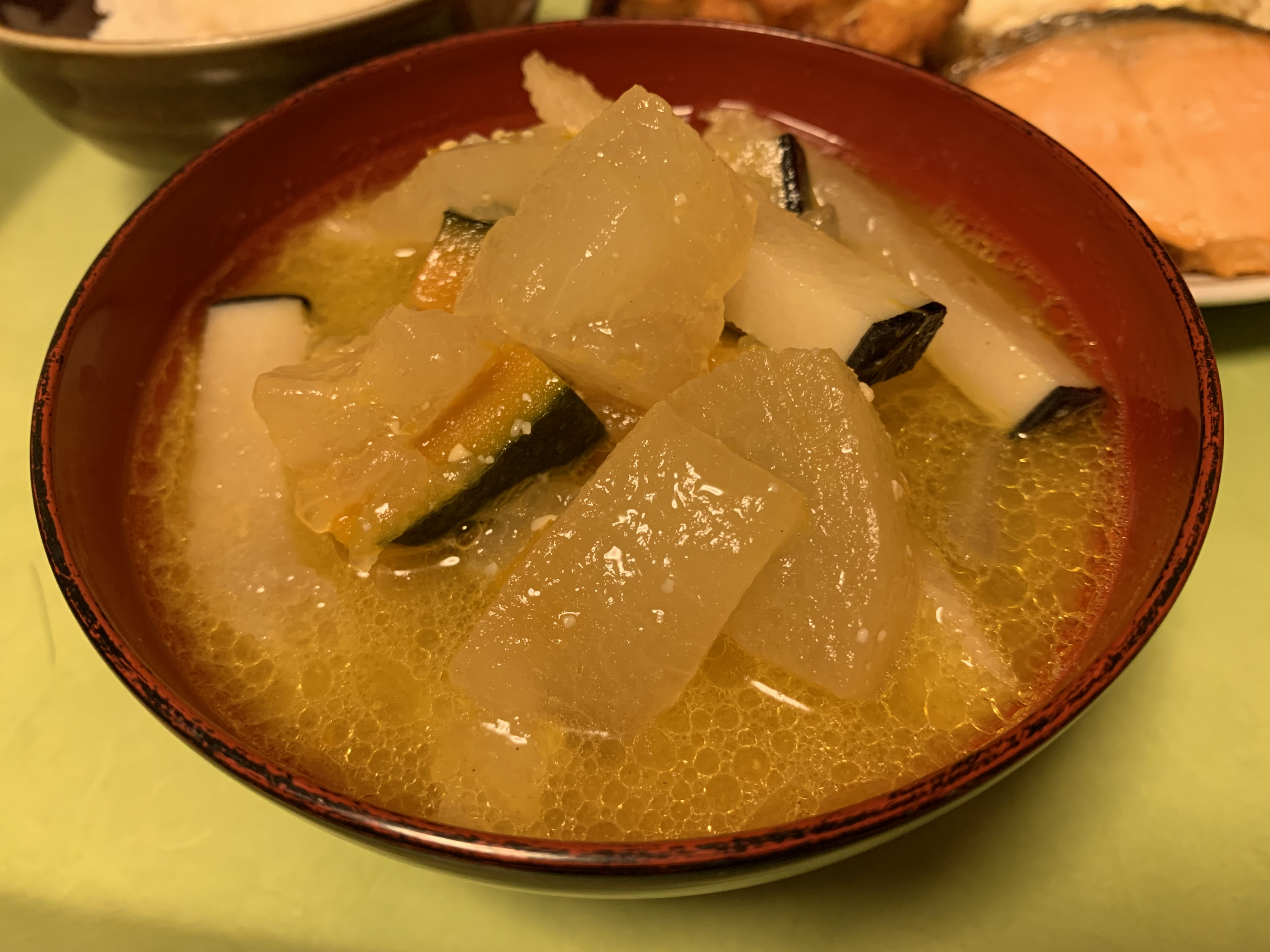
新潟県下越地方の鯨汁

鯨汁（くじらじる）は日本の郷土料理。鯨肉を使用した汁物である。
かつては、日本各地のどこにでもあるポピュラーな料理であった。

## 江戸時代
「鯨汁」は俳諧では冬の季語となっている。
江戸時代にも鯨汁は食されていたが、冷凍保存の技術が無かったこともあって、地方によって使用される鯨肉が異なっている。
紀州から九州
鯨の捕獲が行えたので、生の鯨肉を使用したすまし汁などが食された。
京都
皮つきの鯨肉を酒漬け、または塩漬けにしたものが使用される。
井原西鶴の『日本永代蔵』巻二の「世界の借屋大将」は京都を舞台にした作品であるが「皮鯨の吸い物」が登場する。
関東以北
黒皮のついた脂肪層の塩蔵肉を使用する。

### 江戸
江戸では、旧暦の12月13日に行われていた煤払いの後で鯨汁を振る舞う風習があり（その際、胴上げも行われた）、川柳に「江戸中で五六匹喰ふ十三日」と読まれるなど、クジラ5、6匹分とも称されるほど大量の鯨肉が消費された。また、鯨汁は1椀16文であったとされ、蕎麦1椀と同価格の庶民的な食べ物でもあった。

## 北海道

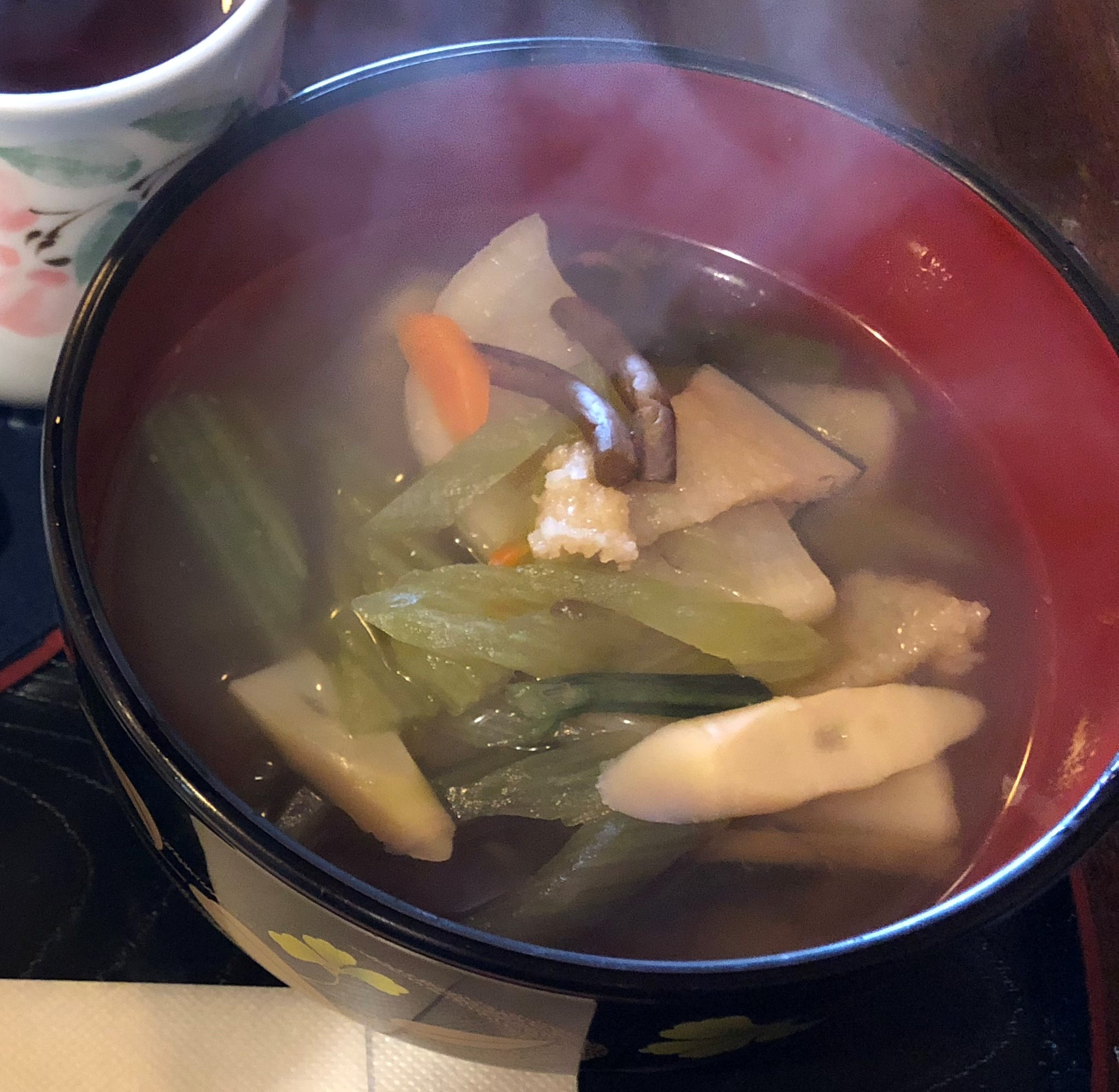
菊泉（函館市）のくじら汁

北海道では道南地域で鯨汁が食されている。くじな汁とも呼ばれる。
正月には欠かせない料理であり、毎年、正月が近づくと、大鍋に塩漬けにした鯨肉の脂身と越冬野菜や塩漬けにした山菜とを煮込んで、正月三が日に食べる習いがある。繰り返し温め直して食べるため、野菜は煮崩れしないものが使われる。味付けは醤油味が一般的である。
道南は、江戸時代後期から明治時代にかけてニシン漁が盛んだったが、ニシンを岸に追い込むクジラは縁起の良い動物として崇められていた。初春になると始まるニシン漁の豊漁祈願のため、鯨汁が正月に食べられるようになったとされる。また、大きなクジラの姿にあやかって「大物になるように」という縁起を担いで年越しや正月に食べられる。

## 青森県
青森県では下北半島や八戸市で鯨汁が食されている。
八戸市には捕鯨基地があり、クジラの食文化が発達した。
鯨肉の中でも「白身」と呼ばれる背の本皮部分、脂肪分の塊を湯通ししたり、から炒りして余分な脂を落し、ダイコン、ニンジン、ゴボウといった根菜とジャガイモなど具沢山の汁に仕立てる。正月などには焼いた角餅を入れてくじら雑煮とすることもある。正月の祝い料理としては、大きなクジラにあやかって「大きな獲物にありつけるように」「大物になるように」という縁起担ぎもある。
日本の捕鯨は、1988年に禁止になり2019年に再開されるまで商業捕鯨が行われてこなかったこともあり、特に若い世代には鯨汁を含む鯨料理の食文化が薄れている。かつては日常的にも食されていたが、鯨肉の入手機会も減って、正月以外では家庭で作られることもなくなっている。

## 山形県
山形県では県内全域で塩くじら汁（しおくじらじる）が食されている。味付けは臭みを消すために味噌を使うことが多いが、塩味や醤油味なこともある。
鯨の皮付きの脂身を塩漬けにしたもの（塩くじら）は、保存の効く動物性のタンパク源として山間部で重宝された。暑い夏に備えるために、新ジャガイモ、ナス、サヤインゲンなどの夏野菜と塩くじらを一緒に煮た料理である。
村山地方ではいるか汁と呼び、最上地方では山菜のミズを手でもぎ千切って入れることからもんぎりみず汁またはもぎりみず汁と呼ぶ。

## 新潟県
新潟県では、中越地方、下越地方で鯨汁が食されている。
新潟は北前船の影響から、日本各地の文化が根付いた土地であるが、鯨汁もその1つである。西日本で獲れたクジラの肉は塩漬けにされて、北前船によって新潟に運ばれていた。鯨肉の脂肪は、不飽和脂肪酸を多く含むため、新潟では特に真夏の暑い時期にスタミナ食として食べられていた。地元で獲れる丸ナスを入れるのが特徴であり、味噌仕立てで食べるのが主流となっているが醤油仕立てで食べることもある。また、塩漬けされた鯨肉は保存に向いているため、海から離れた山間地へも運ばれて食されていた。
新潟市周辺ではナスが多く使われ、中越地方ではユウガオが一緒に使われることが多く、夏によく食される。阿賀町など下越地方では山菜のウルイがよく使われ、春によく食されている。
他と同じく、各家庭で作られる機会は減り、日本の伝統的な食生活を知る意味から学校給食のメニューに取り入れられているほか、料理店や居酒屋などで提供される。

## 福島県
会津では、江戸時代になると日本海側から塩漬けの鯨肉が運ばれてくるようになり、保存の効く食材として重宝された。
新米の収穫後にしんごろうが作られると、脂肪分を豊富に摂取できる鯨汁も一緒に食べられる。また、塩分と脂肪分と適度に補給してくれるとして、夏バテ防止にも食べられる。